# Santuario de la Eterna Primavera
El Santuario de la Eterna Primavera (en chino:  長春祠) es un monumento y un complejo conmemorativo en el Parque nacional Taroko en Taiwán, en el condado de Hualian cerca de la ciudad de Xiulin. Es uno de los principales puntos del parque, con vistas de las montañas y la cascada, y uno de los principales monumentos a los veteranos.
Fue planeado para su construcción en 1958, mientras que la autopista provincial número ocho fue construida cerca. Conmemora a los 212 veteranos que murieron durante la construcción de la carretera (1956/60).